# ORT Uruguai
ORT Uruguai (castellà: Universidad ORT Uruguay) és la universitat privada més gran de l'Uruguai. Té aproximadament 12.000 estudiants, distribuïts entre 5 facultats i instituts.
ORT Uruguai va ser fundada originalment com una organització sense ànim de lucre el 1942, i va ser certificada com a institució d'ensenyament superior privat el 1996, convertint-se en la primera del país a obtenir aquesta qualificació. És membre de World ORT, una xarxa educativa internacional fundada el 1880 per la comunitat jueva de Sant Petersburg, Rússia.

## Facultats i instituts
- Facultat d'Administració i Ciències Socials.
- Facultat d'Arquitectura.
- Facultat de Comunicació i Disseny.
- Institut d'Educació.
- Facultat d'Enginyeria.